# Venado cautivo
Venado cautivo es un antiquísimo mural multicolor del norte del Perú situado en un templo de Cerro Ventarrón, yacimiento arqueológico cercano y precedente a la tumba del Señor de Sipán, en el Distrito de Pomalca (Provincia de Chiclayo, Departamento de Lambayeque).  Fue dado a conocer en noviembre de 2007 por el arqueólogo y director del Museo Tumbas Reales de Sipán, Walter Alva.  Cerro Ventarrón se halla a sólo cuatro kilómetros del Pomalca y a poco menos de 800 kilómetros al norte de la Lima.

## Datación con carbono 14
Luego de las pruebas realizadas por el laboratorio Beta Analytics de los Estados Unidos con carbono 14 a los ladrillos de barro de la pared, se ha podido establecer que la pintura data de los años 2600 a. C.

## Cultura no clasificada
Todavía no se ha definido una cultura arqueológica a la que pertenecería este templo, aunque es tan antiguo como los encontrados en Caral. De hecho, podría ser uno de los más antiguos del continente americano.
En declaraciones a la prensa, Walter Alva afirmó que "la imagen del venado sugiere la pervivencia de creencias de las culturas cazadoras anteriores, por lo que no podemos asignarle una civilización, así que este hallazgo más bien marca el inicio de la alta cultura en esta parte del continente".